# Adam Shankman

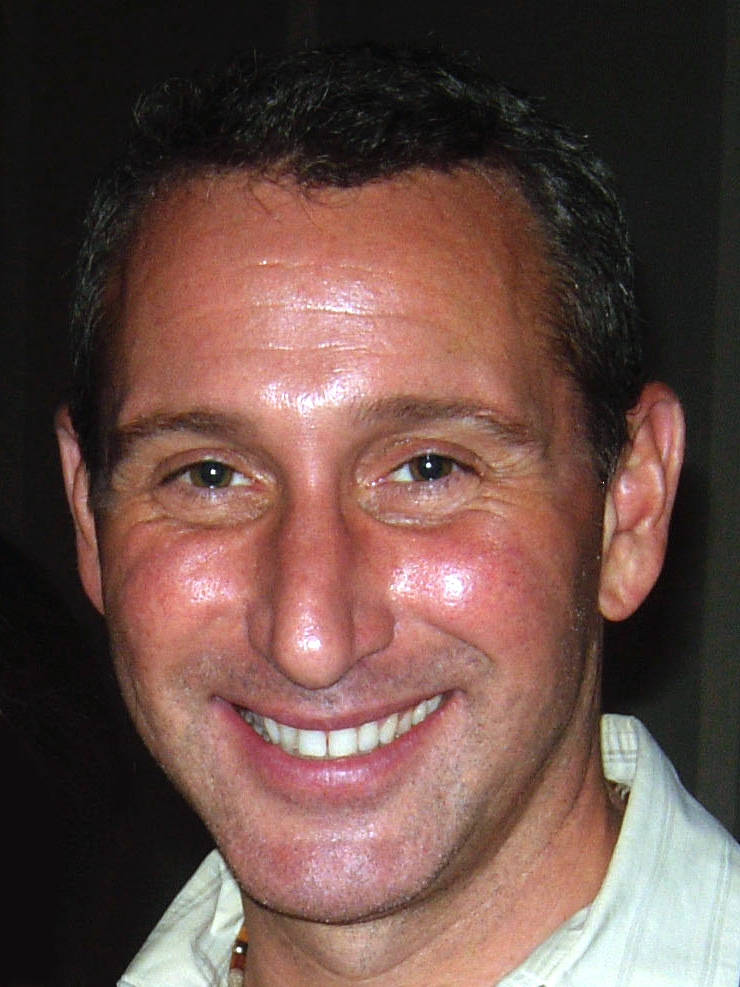
Adam Shankman

Adam Michael Shankman (* 27. November 1964 in Los Angeles, Kalifornien) ist ein US-amerikanischer Tänzer, Choreograf und zudem Filmregisseur und Filmproduzent, der vor allem mit dem Genre des Unterhaltungsfilms arbeitet.

## Biografie

### Jugend und Ausbildung
Adam Shankman wurde 1964 als Sohn einer höheren bürgerlichen Familie geboren. In einem Interview im Juli 2007 berichtete er, dass er vor seinem 18. Lebensjahr nicht getanzt habe und sein Entschluss und Training daher sehr spät einsetzten für jemanden, der professioneller Tänzer werden will. Er wurde nach jüdischen Traditionen in Brentwood erzogen und war nach Abschluss der High School zwei Jahre lang Schüler der Juilliard School in New York. Daraufhin arbeitete er als freier Schauspieler und Tänzer.

### Karriere
Fünf Jahre nach seiner Ausbildung trat er in Musikvideos von Paula Abdul und Janet Jackson in Erscheinung und hatte einen Auftritt bei der Oscarverleihung 1989. Mit 24 Jahren inszenierte und choreografierte Shankman gemeinsam mit Julian Temple verschiedene Musikvideos, u. a. Whitney Houstons I’m Your Baby Tonight. Weitere Zusammenarbeiten hatte er mit den B-52’s, Barry White, Aaron Neville, Chic und Stevie Wonder.
1998 drehte er Cosmo’s Tale, einen Kurzfilm, der 1997 auf dem Sundance Film Festival gezeigt wurde. Sein erster größerer Spielfilm war die romantische Komödie Wedding Planner – Verliebt, verlobt, verplant (2001) mit Jennifer Lopez und Matthew McConaughey. Von Mai bis August 2007 war Shankman Jury-Mitglied in der dritten Staffel der Fernsehshow So You Think You Can Dance, dem US-amerikanischen Vorbild von You Can Dance. Im Herbst 2007 lief das Musical Hairspray erfolgreich in den internationalen Kinos. Mit einem Einspielergebnis von 119 Mio. US-Dollar bei einem Budget von etwa 75 Mio. US-Dollar ist dieser Film die vierterfolgreichste Musicalverfilmung der letzten 35 Jahre. Für Walt Disney Pictures drehte Shankman die Komödie Bedtime Stories.
Privatleben
Shankman steht offen zu seiner Homosexualität. 2002 traute er Freddie Prinze junior und Sarah Michelle Gellar in Jalisco, Mexiko.

## Filmografie (Auswahl)

### Choreografie
- 1992: Wanted – Betty Lou, bewaffnet bis an die Zähne (The Gun in Betty Lou’s Handbag)
- 1993: Wieder Ärger mit Bernie (Weekend at Bernie’s II)
- 1993: 4 himmlische Freunde (Heart and Souls)
- 1993: Die Addams Family in verrückter Tradition (Addams Family Values)
- 1994: Flintstones – Die Familie Feuerstein (The Flintstones)
- 1994: Taschengeld (Milk Money)
- 1995: Don Juan DeMarco
- 1995: Miami Rhapsody
- 1995: Tank Girl
- 1995: Casper
- 1995: Congo
- 1996: Mrs. Winterbourne
- 1997: Das Relikt (The Relic)
- 1997: Traveller – Die Highway-Zocker (Traveller)
- 1997: George – Der aus dem Dschungel kam (George of the Jungle)
- 1997: Boogie Nights
- 1997: Lebe lieber ungewöhnlich (A Life Less Ordinary)
- 1997: Anastasia
- 1997: Scream 2
- 1998: Fast Helden (Almost Heroes)
- 1998: Antz
- 1999: Eine wie keine (She’s All That)
- 1999: Eve und der letzte Gentleman (Blast from the Past)
- 1999: Auf die stürmische Art (Forces of Nature)
- 1999: Schlaflos in New York (The Out-of-Towners)
- 1999: Inspektor Gadget (Inspector Gadget)
- 1999: Dudley Do – Right
- 1999: Rent a Man – Ein Mann für gewisse Sekunden (Deuce Bigalow: Male Gigolo)
- 2000: Isn’t She Great
- 2000: Mission to Mars
- 2001: Wedding Planner – Verliebt, verlobt, verplant (The Wedding Planner)
- 2002: Catch Me If You Can (Tanzberater)
- 2003: Unzertrennlich (Stuck on You)
- 2007: Hairspray
- 2012: Rock of Ages
- 2022: Verwünscht nochmal (Disenchanted)

### Regie
- 1998: Cosmo’s Tale (Kurzfilm)
- 2001: Wedding Planner – Verliebt, verlobt, verplant (The Wedding Planner)
- 2002: Nur mit dir (A Walk to Remember)
- 2002: Monk (Fernsehserie, Episode 1x10)
- 2003: Haus über Kopf (Bringing Down the House)
- 2005: Der Babynator (The Pacifier)
- 2005: Im Dutzend billiger 2 – Zwei Väter drehen durch (Cheaper by the Dozen 2)
- 2007: Hairspray
- 2008: Bedtime Stories
- 2010–2012: Glee (Fernsehserie, 3 Episoden)
- 2011: Modern Family (Fernsehserie, Episode 2x12)
- 2012: Rock of Ages
- 2017–2019: Being Mary Jane (Fernsehserie, 5 Episoden)
- 2019: Was Männer wollen (What Men Want)
- 2020: AJ and the Queen (Fernsehserie, Episode 1x06)
- 2022: Verwünscht nochmal (Disenchanted)
- 2023: Only Murders in the Building (Fernsehserie, 2 Episoden)

### Produktion
- 2006: Step Up
- 2007: Die Vorahnung (Premonition)
- 2008: Step Up to the Streets (Step Up 2 the Streets)
- 2009: 17 Again – Back to High School (17 Again)
- 2010: Mit Dir an meiner Seite (The Last Song)
- 2010: Step Up 3D
- 2010: Verrückt nach dir (Going the Distance)
- 2012: Step Up: Miami Heat (Step Up Revolution)
- 2014: Step Up: All In
- 2018: Appgefahren – Alles ist möglich (Status Update)
- 2019: Step Up: Year of the Dance